# Hans Christian von Rhoeden
Hans Christian von Rhoeden († 30. März 1716 in Bielefeld) war ein preußischer Generalmajor und Kommandeur des Kürassierregiments Nr. 2, dessen Chef König Friedrich war.

## Leben

### Herkunft
Seine Eltern waren Duser Friedrich von Rhoeden und Sophie Elisabeth von Weyher aus dem Haus Mulckentin.

### Militärlaufbahn
Er hatte in der preußischen Kavallerie von unten auf gedient und wurde dann Oberst im Regiment des Königs. 1709 wurde er Kommandeur des Regiments, bis es er 1713 auf Befehl des Königs an Thomas August von Grote abgeben musste. Er hat mit dem Regiment an zahlreichen Feldzügen und Schlachten teilgenommen. Kurz vor seinem Tod wurde er zum Generalmajor befördert.
Rhoeden war zudem Besitzer eines Teiles des Gutes Ruhnow im pommerschen Kreis Saatzig und des neumärkischen Gutes Winningen. Er hatte dahingehende Lehnbriefe in Küstrin am 29. Mai 1689, in Stargard 21. November 1699 und noch einmal in Stargard am 14. November 1714 erhalten. Nach dem Tod seines jüngeren Sohnes kaufte dessen Schwiegervater den mit Schulden belasteten Anteil von Runow.

### Familie
Bei seinem Aufenthalt in Brabant heiratete er die Baronesse Anna Elisabeth Klara von Hanxler zu Müddersheim, mit der er zwei Söhne und drei Töchter hatte. Die Töchter wurden erfolgreich verheiratet. Von seinen Söhnen starb Johann Friedrich Wilhelm (1703–1750) unverheiratet als Grenadier-Hauptmann, Christian Joseph Leopold (* 1706; † vor 1748) hingegen heiratete N.N. von Wedel aus dem Haus Berkenbrück, das Paar hatte jedoch keine männlichen Erben.